# Alice Volpi
Alice Volpi   (Siena, Itàlia, 15 d'abril de 1992) és una esgrimista italiana especialitzada en la modalitat de Floret. Ha participat en una Olimpíada, guanyant la medalla de bronze en la prova de Floret per equips als Jocs Olímpics de Tòquio 2020. A part, ha guanyat 7 medalles en els Campionats del Món, destacant les medalles d'or en el Campionat del Món de Wuxi 2018 i en el Campionat del Món de Milà 2023. A més, ha guanyat 11 medalles (4 d'or) en els Campionats d'Europa.
Volpi és membre del grup d'esports de la policia estatal italiana "Fiamme Oro". Està estudiant la carrera de Ciències Polítiques a la Universitat de Camerino i és parella del també esgrimista i doble medallista olímpic, Daniele Garozzo.

## Trajectòria professional
| Jocs Olímpics      | Jocs Olímpics | Jocs Olímpics | Jocs Olímpics     |
| Any                | Seu           | Posició       | Prova             |
| ------------------ | ------------- | ------------- | ----------------- |
| 2020               | Tòquio        | 4a posició    | Floret individual |
| 2020               | Tòquio        | 3             | Floret per equips |
| Campionat del Món  |               |               |                   |
| 2017               | Leipzig       | 2             | Floret individual |
| 2017               | Leipzig       | 1             | Floret per equips |
| 2018               | Wuxi          | 1             | Floret individual |
| 2018               | Wuxi          | 2             | Floret per equips |
| 2019               | Budapest      | 17a posició   | Floret individual |
| 2019               | Budapest      | 2             | Floret per equips |
| 2022               | El Caire      | 19a posició   | Floret individual |
| 2022               | El Caire      | 1             | Floret per equips |
| 2023               | Milà          | 1             | Floret individual |
| 2023               | Milà          |               |                   |
| Campionat d'Europa |               |               |                   |
| 2016               | Torun         | 13a posició   | Floret individual |
| 2016               | Torun         | 2             | Floret per equips |
| 2017               | Tbilisi       | 3             | Floret individual |
| 2017               | Tbilisi       | 1             | Floret per equips |
| 2018               | Novi Sad      | 3             | Floret individual |
| 2018               | Novi Sad      | 1             | Floret per equips |
| 2019               | Dusseldorf    | 3             | Floret individual |
| 2019               | Dusseldorf    | 3             | Floret per equips |
| 2022               | Antalya       | 3             | Floret individual |
| 2022               | Antalya       | 1             | Floret per equips |
| 2023               | Plòvdiv       | 3             | Floret individual |
| 2023               | Cracòvia      | 1             | Floret per equips |